# Special Reaction Team

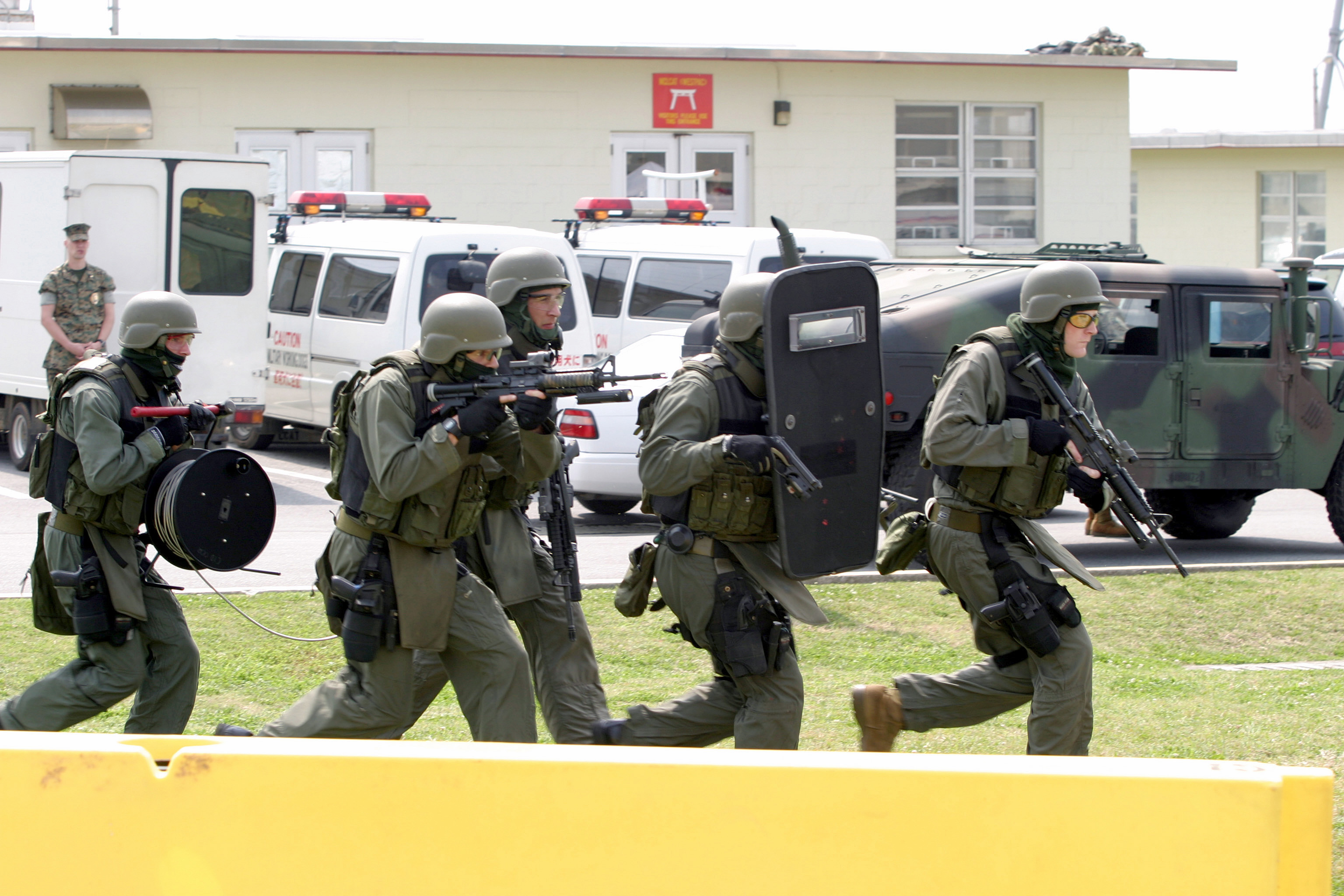
Команда SRT Корпуса морской пехоты США. Апрель 2004-го года

Special Reaction Team (SRT) — специализированная группа или элемент в подразделениях Армии США, Военно-морских сил, Военно-воздушных сил (Силы безопасности Военно-воздушных сил США) и Морской пехоты, созданное для реагирования на ситуации высокого риска в рамках одной военной базы или соединения . Группы военных эквиваленты командам SWAT полиции и получают обучение в школе военной полиции Армии США в Форт-Леонард Вуде.
Снаряжение  — Ходят операторы SRT, как правило, в оливковом двухцветном лётном комбинезоне с ЛБТ песчаной окраски. Может также использоваться снаряжение ACU вперемешку с чёрной боевой рубашкой, футболкой. (50 на 50, ACU низ, чёрный верх).